# Buschgraben (Sickersbach)
Der Buschgraben ist ein etwas über 2 km langer, im Wesentlichen nordnordwestlich laufender Flurbach im Steigerwaldvorland im unterfränkischen Landkreis Kitzingen. Er mündet im Gebiet von Mainbernheim etwas westlich der Siedlungsgrenze der Stadt von links in den Sickersbach und entsteht westlich des 278 m ü. NHN hohen Geiersbergs just eben noch auf dem Gebiet von Markt Willanzheim. Er ist ein ganzjähriges Fließgewässer 3. Ordnung.

## Geographie

### Verlauf

#### Oberlauf
Der Buschgraben entspringt einer Quelle auf etwa 235 m ü. NHN westlich des Geiersbergs, nördlich von Willanzheim. Nach nordwestlichem Verlauf in offenem Gelände wird die Bahnstrecke Fürth–Würzburg östlich der Unterführung der Staatsstraße St 2419 Mainbernheim – Rothenburg ob der Tauber in einer Schleife unterquert. Von nun an fließt entlang der Straße vor deren Unterquerung ein 400 m langer Zufluss von rechts dazu. Im folgenden Abschnitt durch verbuschtes Gelände fließen zunächst von rechts ein nördlich des Geiersbergs entspringender, den Wassersee durchquerender und gleich darauf von links ein aus dem Gebiet südlich des Waldstücks Lindig kommender Bach zu.

#### Unterlauf
Nach der Unterquerung der St 2420 Marktsteft – Neuses am Sand und der Aufnahme eines durch eine Kläranlage fließenden linken Zuflusses geht es die letzten 500 m weiter Richtung Mündung. Östlich an der Randbebauung von Mainbernheim vorbei, rechter Hand das Sportgelände des örtlichen Sportvereins tangierend, fließt der Buschgraben nun in einem leichten Linksknick dem Sickersbach zu, der danach zunächst in der Buschgraben-Zulaufrichtung weiterläuft und wohl hier ein Stück weit ebenfalls Buschgraben genannt wird.
Der Buschgraben hat auf einer Länge von 2,3 km ein absolutes Gefälle von etwa 21 Höhenmetern und damit ein mittleres Sohlgefälle von etwa 9 ‰.

### Einzugsgebiet
Es umfasst etwa 4,79 km² und liegt in der Mainbernheimer Ebene, einem Unterraum der Kitzinger Mainebene vor dem westlichen Steigerwald im Unterraum Steigerwaldvorland des Naturraums Mainfränkische Platten. Die höchste Erhebung im Einzugsgebiet ist der Geiersberg, der östlich des Quellgebiets liegt und eine Höhe von etwa 278 m ü. NHN erreicht.
Das Quellgebiet liegt an einer Wasserscheide, die Gewässer südlich entwässern über den Breitbach in den Main, allerdings über acht Flusskilometer südlich des Sickersbachs, dem der Buschgraben sein Wasser zuführt.
Geologisch liegt das Einzugsgebiet im Unterkeuper.

### Zuflüsse
Liste der Zuflüsse und  Seen von der Quelle zur Mündung. Ggf. mit Gewässerlänge, Seefläche und Einzugsgebiet und Höhe. Andere Quellen für die Angaben sind vermerkt.
- (Zufluss) von rechts, Länge ca. 0,4 km
- (Zufluss) von rechts, Länge ca. 1,4 km; durchfließt den kleinen Wassersee am Südrand von Mainbernheim
- (Zufluss) von links, Länge ca. 1,2 km
- (Zufluss) von links, Länge ca. 0,3 km, durch die Kläranlage neben der Michelfelder Straße

### Flusssystem Main
- Liste der Nebenflüsse des Mains

## Naturschutz
Das Einzugsgebiet des Buschgrabens am Geiersberg ist Bestandteil des Natura 2000 Netzwerkes und ist als Schutzgebiet DE6327372, Gemeindewälder um Willanzheim ausgewiesen. Der gesamte Oberlauf bis zur Bahnlinie ist als Vogelschutzgebiet DE6227-471, Südliches Steigerwaldvorland ausgewiesen.

### BayernAtlas („BA“)
Amtliche Online-Gewässerkarte mit passendem Ausschnitt und den hier benutzten Layern: Lauf und Einzugsgebiet des Buschgrabens

Allgemeiner Einstieg ohne Voreinstellungen und Layer: BayernAtlas der Bayerischen Staatsregierung (Hinweise)
1. 1 2 3 4  Höhe abgefragt auf dem Hintergrundlayer Amtliche Karte (Rechtsklick).
2. 1 2  Länge abgemessen auf dem Hintergrundlayer Amtliche Karte.
3. ↑  Jedenfalls beschriftet der BayernAtlas zwischen dem Buschgraben-Zulauf und der Neumühle den Lauf des Sickersbach in Blau mit „Buschgraben“.
4. ↑  Höhe nach schwarzer Beschriftung auf dem Hintergrundlayer Amtliche Karte.
5. ↑  Geologie nach dem Layer Geologischen Karte 1:500.000.
6. ↑  Seefläche abgemessen auf dem Hintergrundlayer Amtliche Karte.
7. ↑  Einzugsgebiet abgemessen auf dem Hintergrundlayer Amtliche Karte.

### Gewässerverzeichnis Bayern („GV“)
1. ↑  Länge nach: Verzeichnis der Bach- und Flussgebiete in Bayern – Flussgebiet Main, Seite 70 des Bayerischen Landesamtes für Umwelt, Stand 2016 (PDF; 3,3 MB) (Seitenzahl kann sich ändern.)
2. ↑  Einzugsgebiet nach: Verzeichnis der Bach- und Flussgebiete in Bayern – Flussgebiet Main, Seite 70 des Bayerischen Landesamtes für Umwelt, Stand 2016 (PDF; 3,3 MB) (Seitenzahl kann sich ändern.)

### Sonstige
1. ↑  Karl Albert Habbe: Die naturräumlichen Einheiten auf Blatt 153 Bamberg – Ein Problembündel und ein Gliederungsvorschlag. In: Mitteilungen der Fränkischen Geographischen Gesellschaft 2003/2004, S. 55–102 (PDF-Download)
2. ↑  Natura 2000: DE6327372, Gemeindewälder um Willanzheim (Abgerufen am 25. Juni 2015)
3. ↑  Natura 2000: DE6227471, Südliches Steigerwaldvorland (Abgerufen am 25. Juni 2015)